# Cayuco

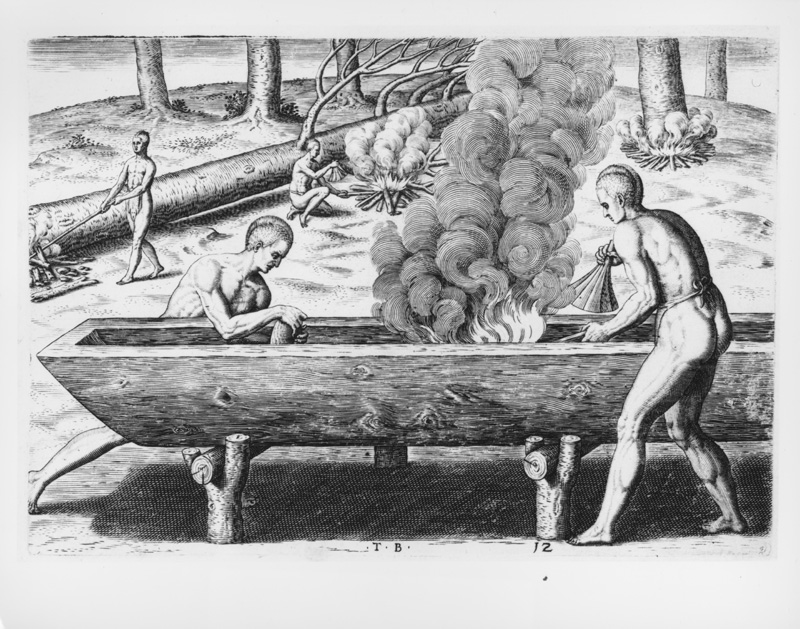
Processo di fabbricazione del Cayuco

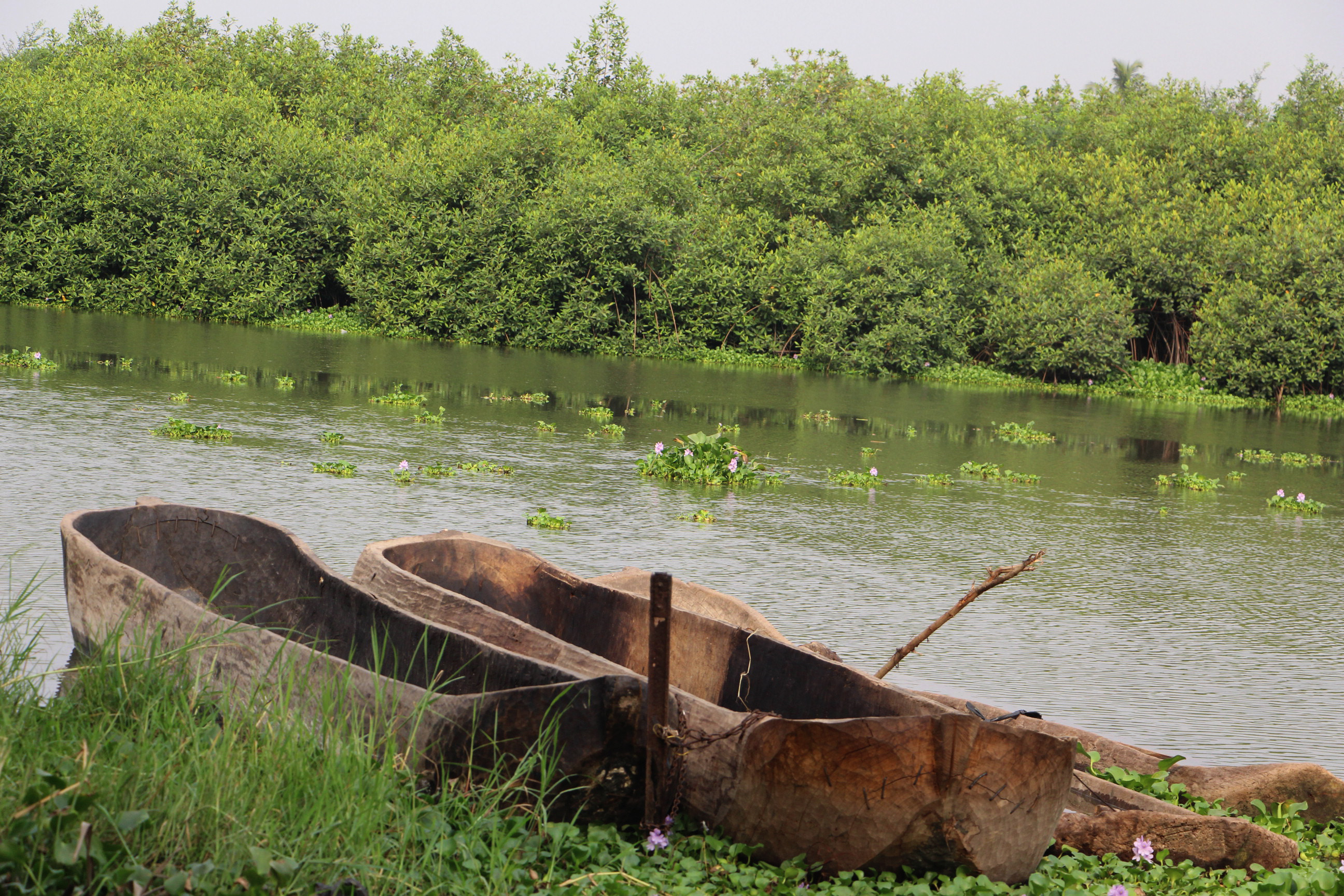
Cayuco in Benin

Il cayuco, o barca monoxila, è una imbarcazione primitiva costruita scavando un tronco, e quindi composta da un solo pezzo. È più piccola di una canoa. Ha il fondo piatto, è sprovvista di deriva ed è guidata tramite una pagaia. I Cayuco sono le più antiche imbarcazioni che gli archeologi abbiano mai ritrovato.
La costruzione di un cayuco, se di costruzione si può parlare, non è un lavoro concettualmente complicato e richiede semplice strumentazione; sono però necessari grande forza fisica e molto tempo. Per scavare il tronco è sufficiente una qualsiasi ascia (anche in pietra), anche se l'utilizzo controllato del fuoco, oltre a rinforzare il legno, proteggendolo dai parassiti, riduce notevolmente la fatica e il tempo richiesto.
È possibile che il cayuco sia uno degli antenati diretti delle imbarcazioni costruite con assi: si può ipotizzare, infatti, che i costruttori abbiano deciso di rialzare leggermente, a scopo protettivo, le fiancate dei tronchi con delle tavole e di fissare e rafforzare questi rialzi con puntelli in legno; pian piano i rialzi di tavole avrebbero potuto diventare sempre più alti, riducendo il tronco, l'originale imbarcazione, a chiglia, e rendendo il fasciame e le costole la struttura principale della barca.

## Africa
La canoa di Dufuna dalla Nigeria è una barca monoxila di 8000 anni, la barca più antica scoperta in Africa ed è, secondo vari resoconti, la seconda o la terza nave più antica del mondo. La foresta pluviale tropicale ben irrigata e le regioni boschive dell'Africa subsahariana forniscono sia i corsi d'acqua che gli alberi per i cayuco, che sono comuni dal bacino del fiume Limpopo nel sud attraverso l'Africa orientale e centrale e attraverso l'Africa occidentale. Il Teak africano è il legname preferito per la loro costruzione, sebbene questo comprenda un numero di specie diverse e scarseggi in alcune aree. I cayuco vengono portate attraverso laghi e fiumi profondi o spinte attraverso canali nelle paludi (makoro o mtumbwi) o in aree poco profonde, e sono utilizzate per il trasporto, la pesca e la caccia, inclusa, in passato, la pericolosissima caccia all'ippopotamo.
Una scultura Nok ritrae due individui, insieme ai loro beni, in una barca monoxila. Entrambe le figure antropomorfe nella barca monoxila remano. La rappresentazione in terracotta Nok di una barca monoxila può indicare che i Nok utilizzavano cayuco per trasportare merci, lungo gli affluenti (ad esempio, il fiume Gurara) del fiume Niger, e le scambiavano in una rete commerciale regionale. La rappresentazione in terracotta Nok di una figura con una conchiglia in testa potrebbe indicare che l'estensione di queste rotte commerciali fluviali potrebbe essersi esteso alla costa atlantica. Nella storia marittima dell'Africa, c'è la precedente canoa Dufuna, costruita circa 8000 anni fa nella regione settentrionale della Nigeria; come la seconda forma più antica di nave d'acqua conosciuta nell'Africa subsahariana, la rappresentazione in terracotta Nok di una barca monoxila fu creata nella regione centrale della Nigeria durante il primo millennio a.C.

## Asia
Una barca monoxila di 8000 anni è stata trovata dagli archeologi a Kuahuqiao, nella provincia di Zhejiang, nella Cina orientale. Questa è la prima canoa trovata in Asia.
I Moken, un gruppo etnico che vive nell'arcipelago Mergui del Myanmar e nel nord della Thailandia come nomadi del mare, costruisce e usa ancora cayuco. Secondo i resoconti dei Moken sull'origine del loro popolo, una mitica regina punì l'amore proibito del loro antenato per sua cognata bandendo lui e i suoi discendenti a vivere in mare in cayuco con rientranze a prua e a poppa ("una bocca che mangia e una parte posteriore che defeca"), che simboleggia il ciclo infinito di ingestione, digestione ed evacuazione.
Una barca monoxila secolare incompiuta, una grande banca (cinque tonnellate, che misura 8 x 2 x 1,5 metri) è stata recuperata accidentalmente nel novembre 2010 dal sindaco Ricardo Revita a Barangay Casanicolasan, Rosales, Pangasinan, Filippine, nel fiume Lagasit, vicino ad Agno Fiume. Ora è esposto davanti al Palazzo Comunale.

## Europa
Nell'antica Europa molti cayuco erano realizzati in legno di tiglio, per diversi motivi. In primo luogo, i tigli erano abbondanti nel Paleolitico dopo lo scioglimento della glaciazione Weichseliana e facilmente disponibili. In secondo luogo, il tiglio crebbe fino a diventare uno degli alberi più alti nelle foreste dell'epoca, facilitando la costruzione di barche più lunghe. Il legno di tiglio si presta bene anche all'intaglio e non si spacca o si spezza facilmente. È anche più leggero della maggior parte degli altri tipi di alberi nelle foreste secolari europee e per questo motivo le barche in legno di tiglio hanno una migliore capacità di carico e sono più facili da trasportare.
La canoa Pesse, trovata nei Paesi Bassi, è una barca monoxila che si ritiene sia la barca più antica del mondo, datata al carbonio tra l'8040 a.C. e il 7510 a.C. Altri cayuco scoperte nei Paesi Bassi includono due nella provincia dell'Olanda Settentrionale: nel 2003, vicino a Uitgeest, datato 617-600 a.C.; e nel 2007, vicino a Den Oever, datato 3300-3000 a.C.
Cayuco sono stati trovati anche in Germania. In tedesco, l'imbarcazione è conosciuta come Einbaum (un albero). Nella vecchia città anseatica di Stralsund, nel 2002 sono state scavate tre barche di tronchi. Due delle barche avevano circa 7.000 anni e sono le barche più antiche trovate nell'area baltica. La terza barca (6.000 anni) era lunga 12 metri e detiene il record di barca monoxila più lunga della regione. I reperti sono in parte deteriorati a causa delle cattive condizioni di conservazione.
Nel 1991, a Männedorf-Strandbad in Svizzera, sul lago di Zurigo, sono stati trovati i resti di una barca di tronchi di legno di tiglio di quasi 6 metri. Da allora la barca è stata datata a 6.500 anni.
Nel 1902 una barca di legno di quercia lunga oltre 15 me larga 1 metro fu trovata ad Addergoole Bog, Lurgan, Contea di Galway, Irlanda, e consegnata al Museo Nazionale d'Irlanda. La data al radiocarbonio della barca Lurgan era 3940 +/- 25 BP. La barca ha dei buchi che suggeriscono che avesse uno stabilizzatore o che fosse unita a un'altra barca.
Nel 2012, al Parc Glyndwr, Monmouth, Monmouthshire, Galles, Regno Unito, uno scavo della Monmouth Archeological Society, ha rivelato tre fossati che suggeriscono un trimarano cayuco neolitico di lunghezza simile alla barca di tronchi di Lurgan, datato al carbonio a 3700+/-35 BP.
De Administrando Imperio descrive in dettaglio come gli slavi costruirono monoxyla che vendettero ai Rus' a Kiev. Queste barche furono poi usate contro l'impero bizantino durante le guerre russo-bizantine del IX e X secolo. Usarono i cayuco per attaccare Costantinopoli e per ritirarsi nelle loro terre con velocità e mobilità sbalorditive. Quindi, il nome di Δρομίται ("popolo in fuga") applicato ai Rus in alcune fonti bizantine. I monoxyla erano spesso accompagnati da galee più grandi, che fungevano da centri di comando e controllo. Ogni cayuco slavo poteva contenere da 40 a 70 guerrieri.
I cosacchi dell'esercito zaporozhiano erano anche famosi per il loro abile uso dei cayuco, che uscivano dal Dnepr per razziare le coste del Mar Nero nel XVI e XVII secolo. Utilizzando piccole galee a basso pescaggio e altamente manovrabili note come chaiky, si spostarono rapidamente attraverso il Mar Nero. Secondo gli stessi registri dei cosacchi, queste navi, che trasportavano un equipaggio da 50 a 70 uomini, potevano raggiungere la costa dell'Anatolia dalla foce del fiume Dnepr in quaranta ore.
Più di 40 barche di legno preistoriche sono state trovate nella Repubblica Ceca. L'ultima scoperta è stata nel 1999 di una barca di tronchi lunga 10 metri a Mohelnice. È stato ricavato da un unico tronco di quercia e ha una larghezza di 1,05 m. La barca di tronchi è stata datata intorno al 1000 a.C. ed è conservata al Museo Mohelnice (Museo di Storia Nazionale). Geograficamente, i siti e i resti di barche di tronchi sono raggruppati lungo i fiumi Elba e Morava.
La Polonia è nota per le cosiddette barche di tronchi di tipo Lewin, trovate di conseguenza a Lewin Brzeski, Koźle e Roszowicki Las e associate alla cultura di Przeworsknei primi secoli d.C. I logboat Lewin sono caratterizzati da una sezione trasversale quadrata o trapezoidale, estremità dello scafo rettangolari e bassa altezza dei lati rispetto alla lunghezza della nave. Inoltre, quasi tutte le barche di tipo Lewin hanno un solo foro a prua e due a poppa. L'altezza ridotta è il risultato della divisione longitudinale a metà del tronco principale, in modo da ottenere due legni identici da un unico tronco. Il vantaggio sta nei risultanti scafi gemelli identici, che vengono poi uniti per formare una zattera a doppio scafo. Gli scafi accoppiati erano uniti da pali trasversali, che non passavano attraverso i fori delle estremità della piattaforma ma erano fissati alle pareti superiori o in apposite scanalature alle estremità dello scafo. Queste navi erano tipicamente lunghe 7–12 m e la più grande di esse poteva trasportare fino a 1,5 tonnellate di carico a causa del design speciale.
Molti cayuco preistorici sono stati trovati in Scandinavia. Queste barche erano utilizzate per il trasporto su specchi d'acqua più calmi, per la pesca e forse occasionalmente per la caccia alle balene e le foche. I cayuco non richiedono parti metalliche ed erano comuni tra le persone dell'età della pietra nel Nord Europa fino a quando i grandi alberi adatti a realizzare questo tipo di moto d'acqua non divennero scarsi. La lunghezza era limitata alle dimensioni degli alberi nelle foreste secolari, fino a 12 metri (39 piedi) di lunghezza. In Danimarca nel 2001, e alcuni anni prima, alcuni cayuco di legno di tiglio furono portate alla luce in un progetto di scavo archeologico su larga scala a Egådalen, a nord di Aarhus. Sono state datate al carbonio agli anni 5210-4910 a.C. e sono le barche più antiche conosciute nel Nord Europa. In Scandinavia, i modelli successivi aumentarono il bordo libero (e la navigabilità) fissando tavole aggiuntive al lato del cayuco. Alla fine, la porzione di barca monoxila fu ridotta a una solida chiglia e le tavole ancorate sui lati divennero uno scafo a lapstrake.
Nel Regno Unito, due barche di tronchi sono state scoperte a Newport, nello Shropshire, e sono ora esposte alla Harper Adams University di Newport. I residenti dell'età del ferro della Gran Bretagna erano noti per aver utilizzato barche lunghe per la pesca e il commercio di base. Nel 1964, una barca di legno fu scoperta a Poole Harbour, nel Dorset. Il Poole Logboat risale al 300 a.C., era abbastanza grande da ospitare 18 persone ed era costruito da una gigantesca quercia. Esso si trova nel Museo di Poole. Una barca di tronchi ancora più antica (la barca di tronchi Hanson) è stata portata alla luce nel 1998 a Shardlow, a sud di Derby. È stato datato all'età del bronzo intorno al 1500 a.C. ed è ora esposto al Derby Museum and Art Gallery. C'era un'altra barca preistorica nello stesso luogo, ma fu sepolta in situ (sul posto).
Nel Nord Europa, la tradizione di costruire cayuco è sopravvissuta fino al XX e XXI secolo in Estonia, dove le inondazioni stagionali a Soomaa, un'area selvaggia di 390 km2, rendono impossibili i mezzi di trasporto convenzionali. Negli ultimi decenni, una nuova ondata di interesse per la realizzazione di cayuco (haabjas estoni) ha rivitalizzato l'antica tradizione. Il 1º dicembre 2021 la cultura dei cayuco della regione estone di Soomaa è stata aggiunta all'elenco del patrimonio culturale immateriale dell'UNESCO.

## Le Americhe
I cayuco venivano costruiti dagli indigeni di tutte le Americhe, dove erano disponibili tronchi adatti.
I nativi americani del Pacifico nord-occidentale erano e sono ancora molto abili nella lavorazione del legno. Meglio conosciuti per i totem alti fino a 80 piedi (24 m), costruiscono anche cayuco lunghi oltre 60 piedi (18 m) per l'uso quotidiano e per scopi cerimoniali. Nello stato di Washington, i cayuco sono tradizionalmente realizzati con enormi tronchi di cedro (come il cedro rosso del Pacifico) per i viaggiatori oceanici, mentre i nativi intorno a fiumi più piccoli usano tronchi di abete rosso. I tronchi di cedro hanno una resilienza in acqua salata molto maggiore dell'abete rosso.
Nel 1978, Geordie Tocher e due compagni navigarono su una barca monoxila (l'Orenda II), basata sui progetti Haida (ma con vele), da Vancouver, British Columbia, Canada alle Hawai'i. Il cayuco era lungo 40 piedi (12 m), fatto di abete Douglas e pesava 3,5 tonnellate corte (3,2 t). La missione è stata lanciata per aggiungere credibilità alle storie secondo cui gli Haida avevano viaggiato alle Hawaii in tempi antichi. Complessivamente, il gruppo si è avventurato per circa 4.500 miglia (7.242 km) dopo due mesi in mare.

## Oceania

### Isole del Pacifico
L'Oceano Pacifico è stato il vivaio di molte diverse forme di barca monoxila con vela. Si differenziano per il piano velico (cioè a chela di granchio o mezza chela di granchio, latino o triangolare), la forma dello scafo (singolo, doppio, catamarano o proa), l'assenza o la presenza di un traverso (un ponte per un doppio scafo). Le forme dello scafo e le forme terminali variano notevolmente. Gli alberi possono "essere diritti o fatti di doppi longheroni". Gli scafi possono essere costruiti assemblando tavole o scavando tronchi d'albero. La destinazione d'uso (pesce, guerra, viaggio per mare) e le caratteristiche geografiche (spiaggia, laguna, scogli) si riflettono nel design. Esiste un'importante linea di demarcazione: alcune imbarcazioni utilizzano un impianto di virata; altri "smistano" cioè cambiano virata "invertendo la vela da un'estremità all'altra dello scafo". Gli impianti di virata sono simili a quelli visti nella maggior parte del mondo, ma gli impianti di manovra cambiano mura invertendo la vela da un'estremità all'altra dello scafo e navigando nella direzione opposta (il "Pushmi-pullyu" del mondo della vela).
Nelle isole del Pacifico, i cayuco sono molto grandi, realizzati con interi alberi maturi e dotati di stabilizzatori per una maggiore stabilità nell'oceano, e un tempo erano utilizzate per i viaggi a lunga distanza.

### Nuova Zelanda
Il waka molto grande è usato dal popolo Māori, che arrivò in Nuova Zelanda probabilmente dalla Polinesia orientale intorno al 1280. Tali navi trasportavano da 40 a 80 guerrieri in calme acque costiere riparate o fiumi. Si ritiene che i viaggi transoceanici siano stati effettuati su catamarani polinesiani e uno scafo, datato al carbonio a circa 1400, è stato trovato in Nuova nel 2011. per la sua leggerezza, robustezza e resistenza alla putrefazione. I waka più grandi erano fatti di circa sette parti legate insieme con una corda di lino. Tutti i waka sono caratterizzati da bordo libero molto basso. In Hawai'i, wa'a (canoe) sono tradizionalmente prodotte dal tronco dell'albero di koa. Di solito trasportano un equipaggio di sei persone: un timoniere e cinque rematori.

### Australasia
Gli aborigeni australiani iniziarono a utilizzare i cayuco intorno al 1640 nelle regioni costiere dell'Australia settentrionale. Sono stati portati dai pescatori buginesi di cetrioli di mare, conosciuti come trepangers, da Makassar nel Sud Sulawesi. In Arnhem Land, i cayuco sono usati dal popolo Yolngu locale, chiamato lipalipa o lippa-lippa.
Gli abitanti delle isole dello Stretto di Torres usavano un doppio bilanciere, unico nella loro zona e probabilmente introdotto dalle comunità papuane e successivamente modificato. Era lungo circa 14 metri (46 piedi), con due alberi di bambù e vele fatte di pandanus. Potevano navigare fino a 80 chilometri (50 miglia) e trasportare fino a 12 persone.

### Isole Salomone
Gli abitanti delle Isole Salomone hanno utilizzato e continuano a utilizzare cayuco per viaggiare tra le isole. Nella seconda guerra mondiale questi furono usati durante l'occupazione giapponese - con le loro piccole firme visive e sonore queste erano tra le barche più piccole usate dalle forze alleate nella seconda guerra mondiale. Dopo l'affondamento del PT-109, Biuku Gasa raggiunse il naufrago John F. Kennedy in cayuco.

## Galleria d'immagini

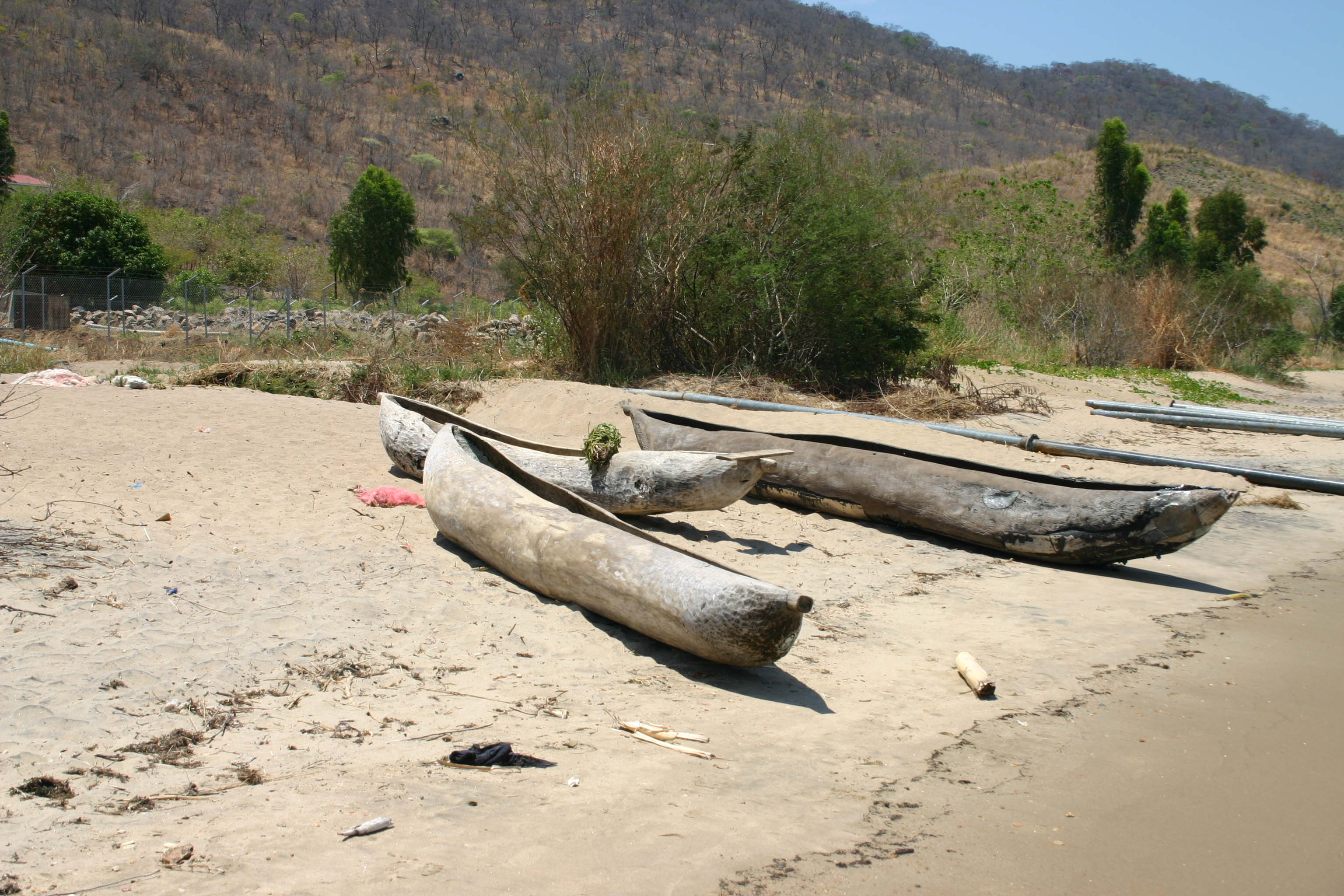
Cayuco sulla riva del lago Malawi
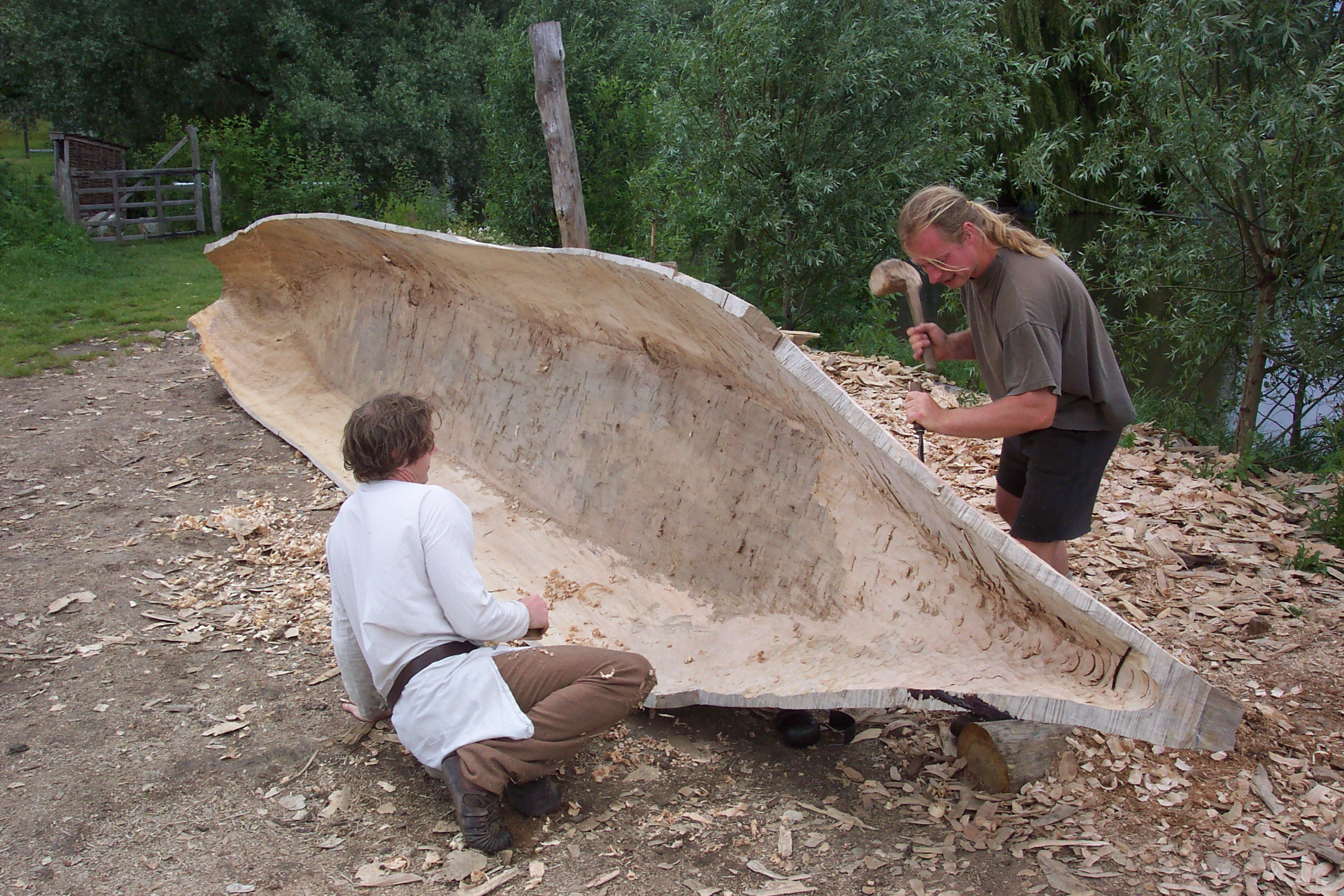
Costruzione di una barca monoxila
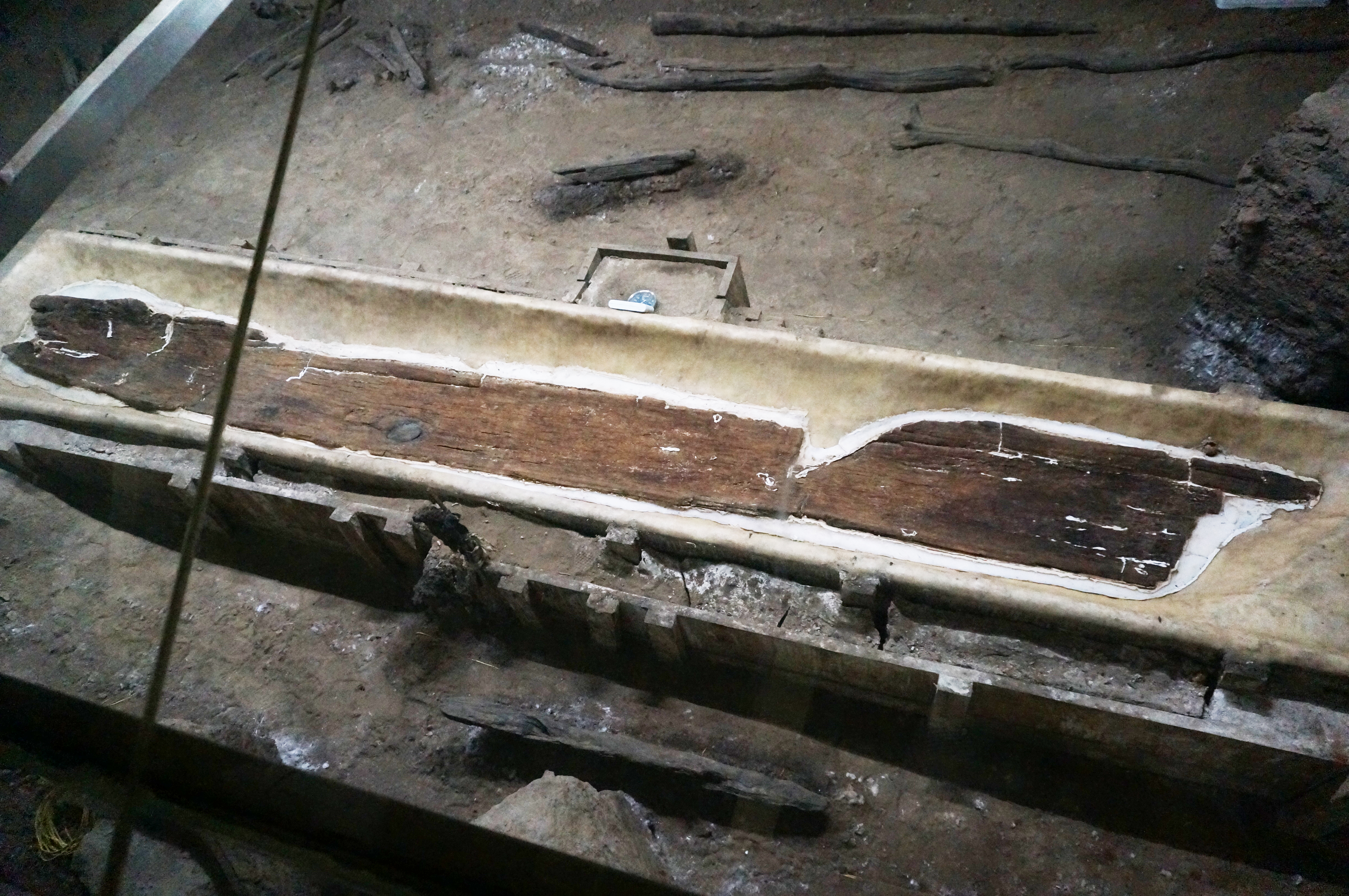
Resti di una barca monoxila di 8000 anni scavata in Cina
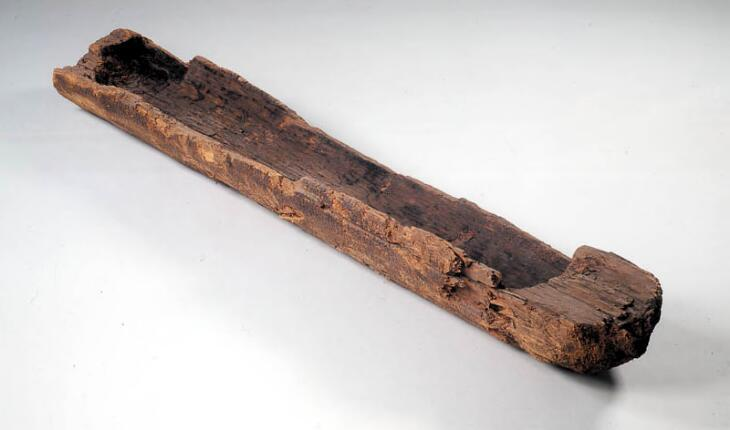
La canoa di Pesse è la barca monoxila più antica del mondo
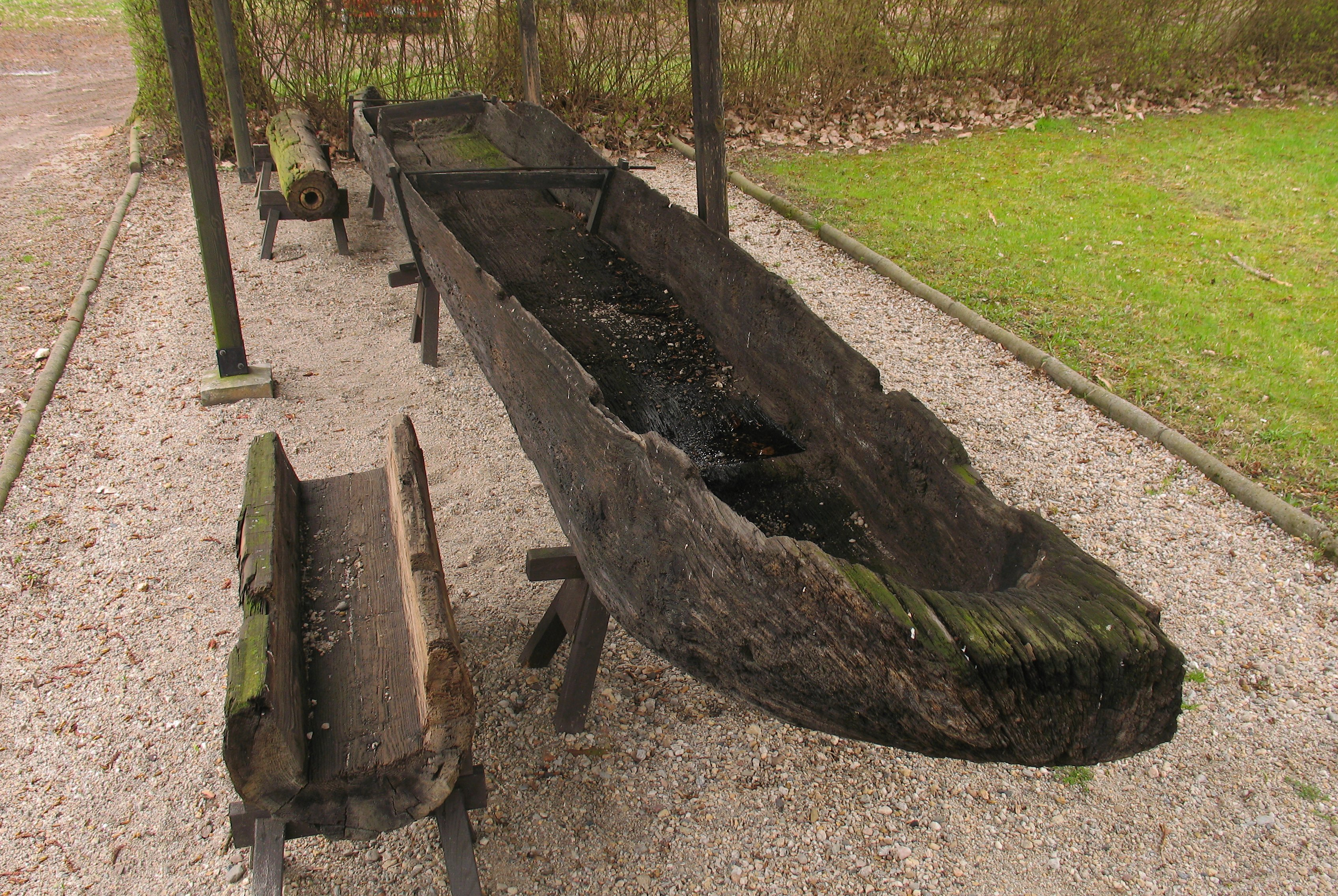
Barca monoxila slava del X secolo
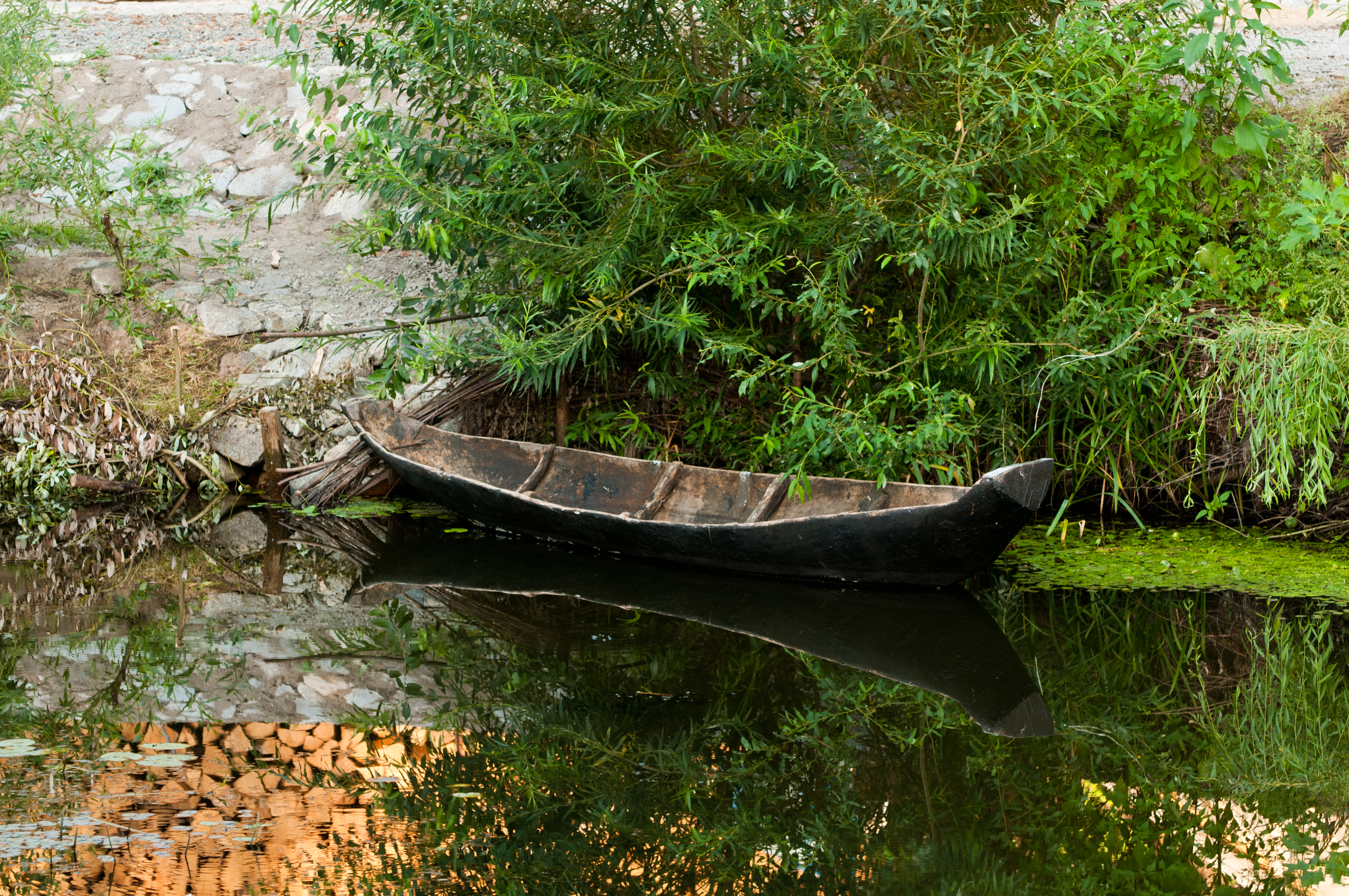
Barca monoxila ucraina (dowbanka) della fine del XIX secolo